# Клиндер, Александр Иванович
Алекса́ндр Ива́нович Клю́ндер (Кли́ндер) (Alexander Julius Klünder; 1802—1874) —  художник-портретист, автор серии акварельных портретов офицеров лейб-гвардейских Кавалергардского и Кирасирского полков, академик Императорской Академии художеств.

## Биография
Родился в семье портного. Учился на экономическом факультете Дерптского университета (1823–1826). Одновременно под руководством художника-гравёра К. А. Зенффа брал уроки техники резцовой гравюры на меди. Работал в Дерпте художником миниатюры и учителем рисования. В 1827 году, в честь 25-летия Дерптского университета, выпустил серию профессорских портретов на шести листах.
В 1829 году уехал в Санкт-Петербург, занимался в классах Императорской академии художеств. В 1834 году получил звание свободного художника, за две свои  работы: акварельный портрет с натуры и другой — скопированный с чужого оригинала.
Написал целую серию портретов офицеров лейб-гвардии Гусарского полка,  по заказу лейб-гусар, пожелавших преподнести памятный подарок своему полковому командиру генералу М. Г. Хомутову, переводившемуся в то время на новую службу в Новочеркасск. Всех портретируемых было около 60 человек, среди них четыре живописных портрета М. Ю. Лермонтова.
Получил звание «назначенного в академики» (1839). Академия художеств предложила Клюндеру выполнить программу на звание академика акварельной живописи: в 1839 году — портрет профессора Брюллова в рост и в 1840 году — изображение натурщика при каком-либо занятии, под наблюдением профессора Варнека. В 1841 году за представленную миниатюру «Крестьянин, играющий на балалайке» получил звание академика.
Занявшись потом рисунками для «Исторического описания одежд и вооружений русских воинов», он написал еще в миниатюре портреты: в 1842 году — Николая І и императрицы Александры Фёодоровны — для Кабинета Его Императорского Величества, графа М. Н. Мусина-Пушкина, князя М. Б. Лобанова-Ростовского, князя  Д. П. Волконского и других представителей столичной аристократии.
В 1840–1850-е года художник получал заказы на серии портретов офицеров лейб-гвардейских Кавалергардского и Кирасирского полков. 
Занимался в Петербурге преподаванием уроков рисования. Скончался в 1874 году в Ревеле.

Образцы портретов
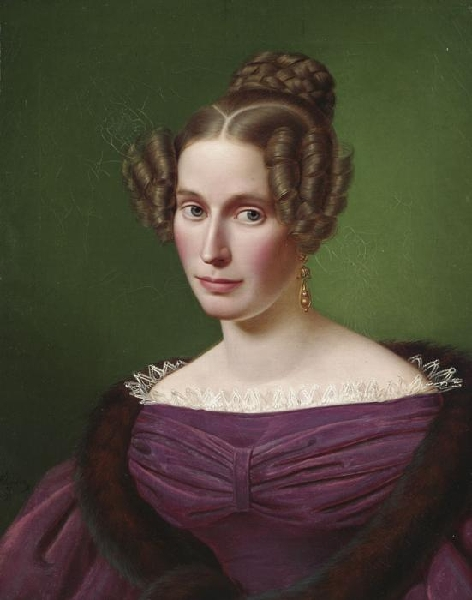
Портрет дамы (1838)
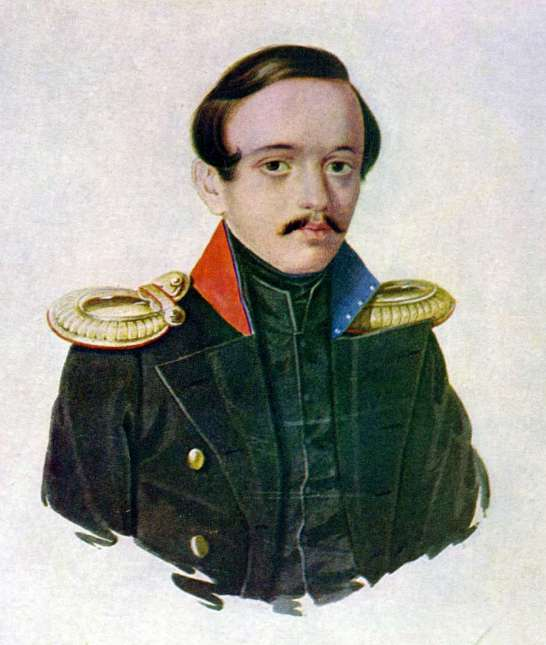
М. Ю. Лермонтов
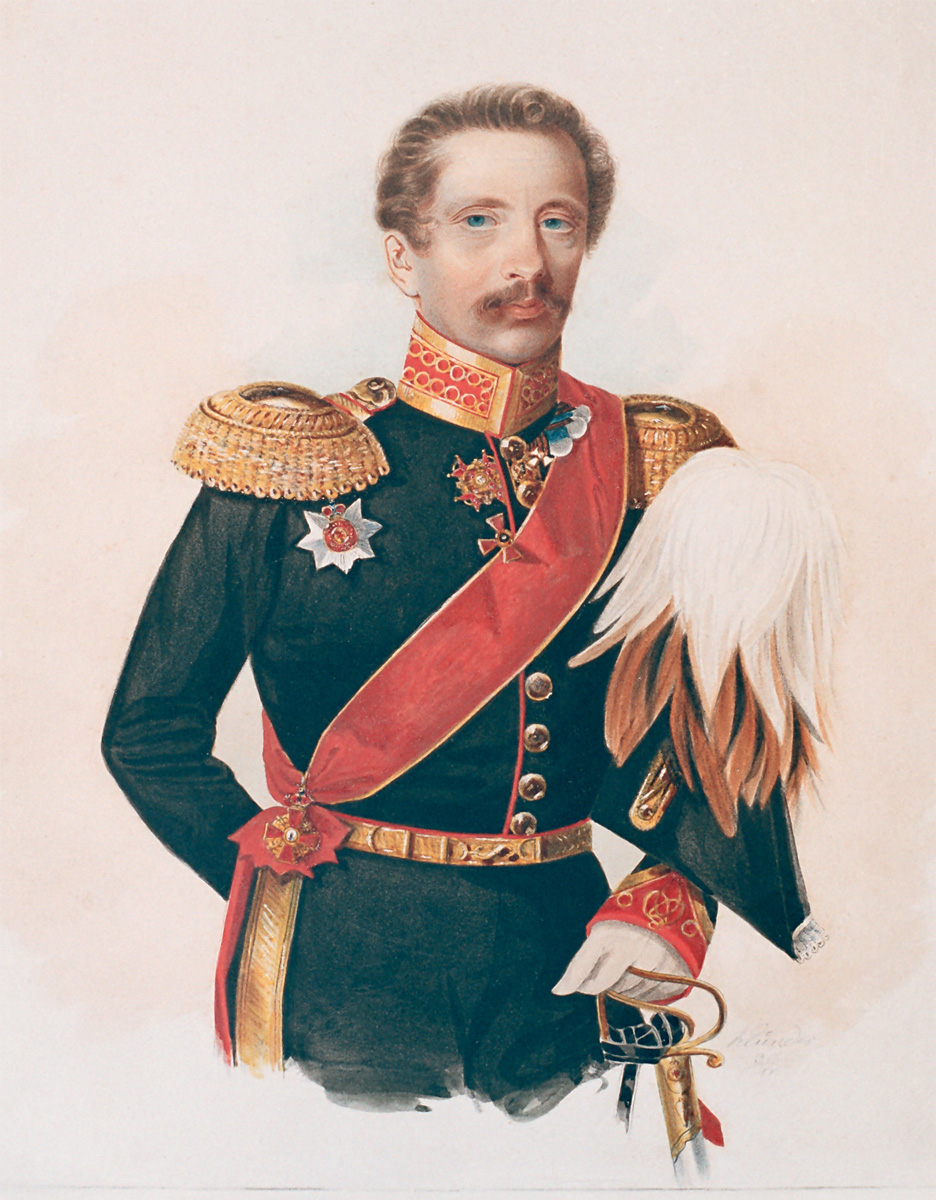
М. Г. Хомутов
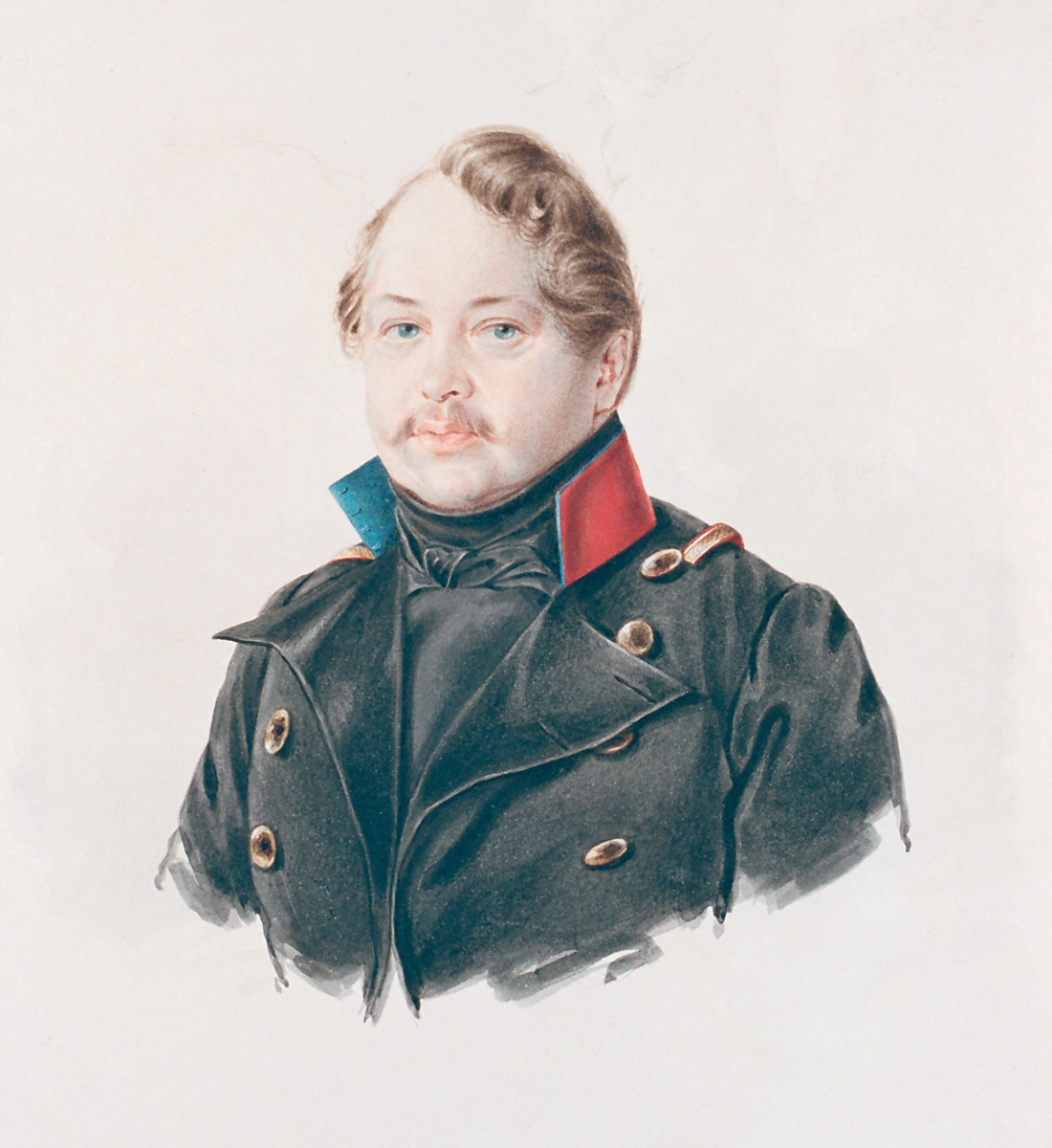
П. Д. Соломирский
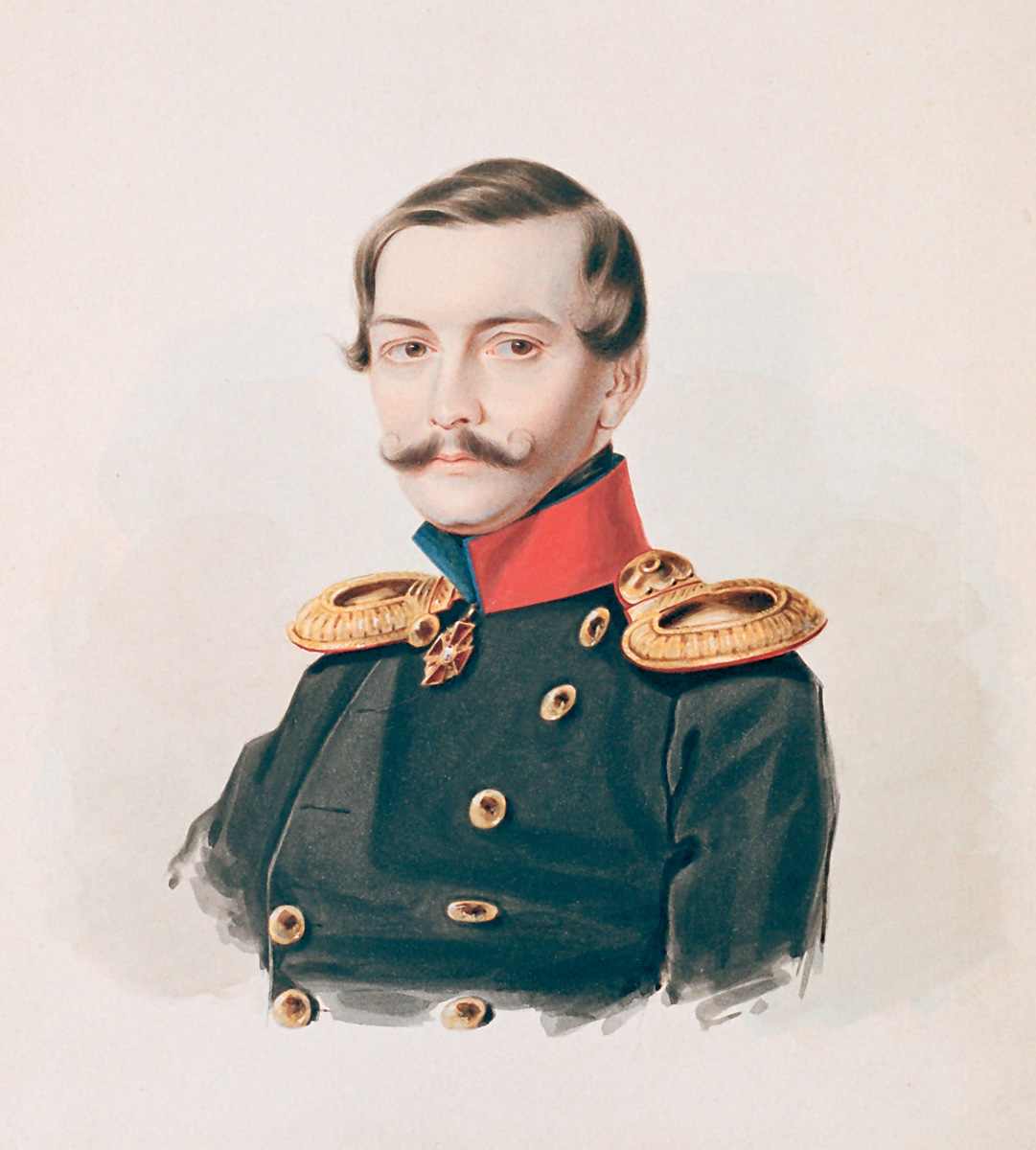
А. Г. Ломоносов
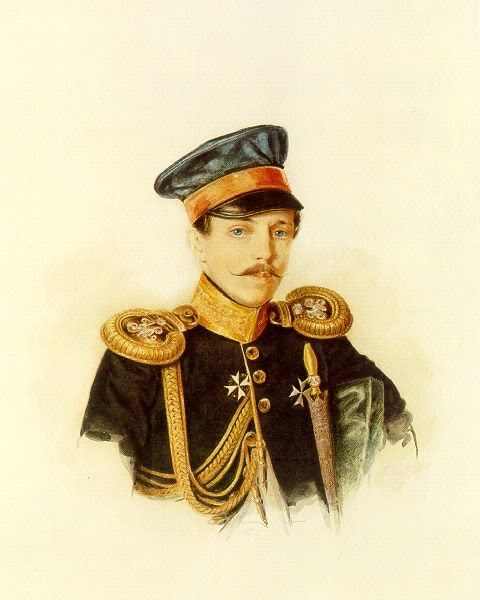
М. В. Пашков